# Speculum Grandimontis

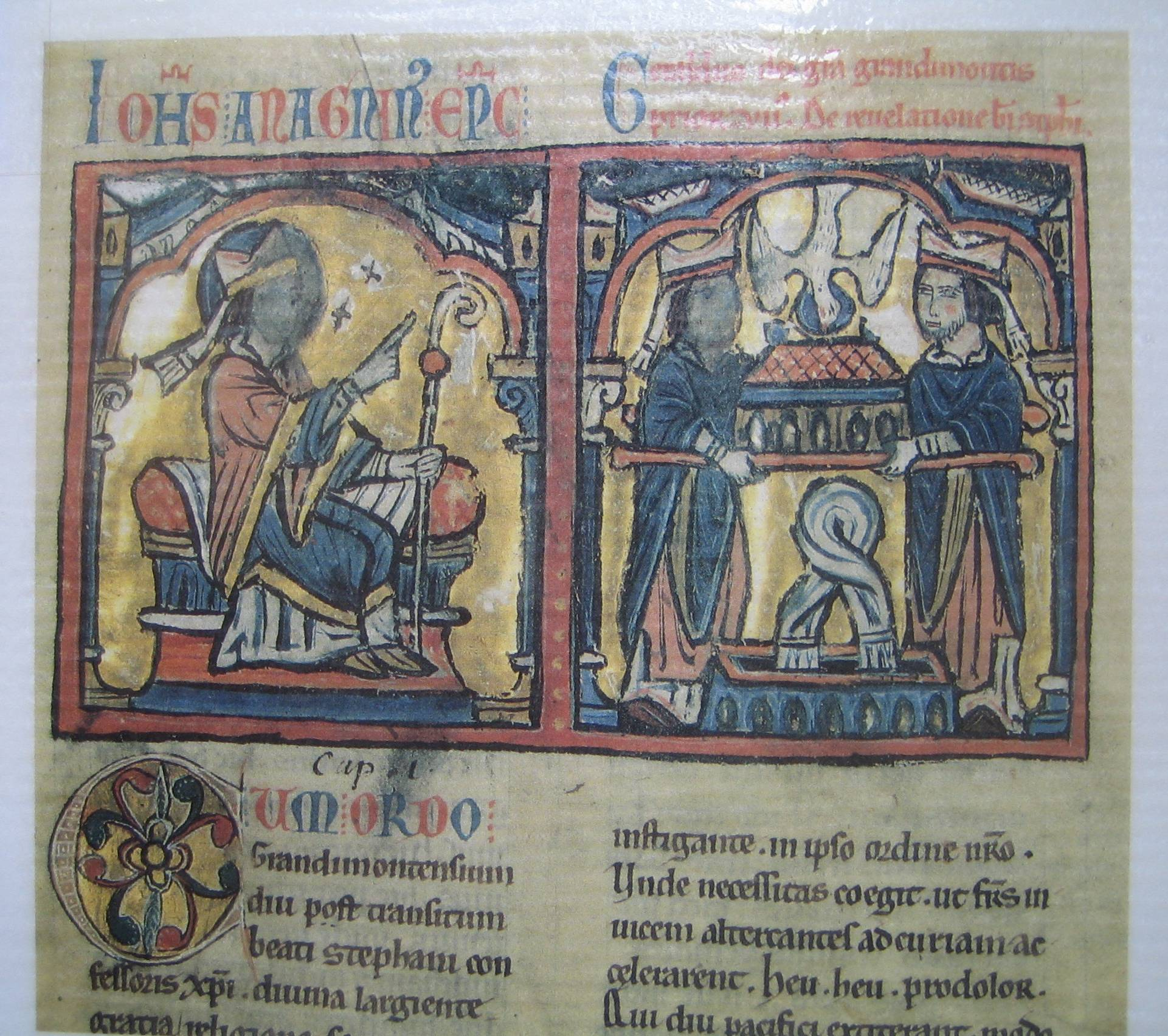
Feuillet enluminé. À gauche Clément III, à droite deux évêques avec la colombe du Saint-Esprit et la châsse de saint Étienne de Muret.

Le Speculum Grandimontis (Miroir de Grandmont) est un manuscrit médiéval enluminé sur parchemin, conservé aux archives de Haute-Vienne sous le numéro d'inventaire I Sem 68.

## Histoire et description
Le manuscrit est commandé par le septième prieur de l'ordre de Grandmont, Gérard Ithier (prieur de 1187 à 1198), alors que le fondateur de l'ordre, Étienne de Muret (1046-1124), est canonisé en 1189 par le pape Clément III. Il date vraisemblablement du début du XIIIe siècle et provient de l'abbaye de Grandmont (détruite à la Révolution). L'ordre a été dissous en 1772, mais factuellement quelques années plus tard. Tous les prieurés ont été vendus à la Révolution comme biens nationaux.
Le manuscrit contient la vie hagiographique de saint Étienne de Muret, Vita Stephani Muretensis, le récit des débuts de l'ordre et de la canonisation du fondateur, le recueil de ses pensées, sentences  et maximes, un traité à propos de la discipline des Grandmontains, etc. Les initiales sont rouges et bleues, souvent dorées à la feuille, les incipit sont souvent rouges. Les quelques miniatures enluminées sont dans les mêmes tons. Il est relié d'une forte reliure du début du XVIIe siècle. Le manuscrit compte plus de cent cinquante feuillets recto verso.